# Henning Schleiff
Henning Schleiff (* 2. November 1937 in Malchow) ist ein ehemaliger deutscher Politiker (SED). Er war von 1975 bis 1990 Oberbürgermeister von Rostock.

## Leben

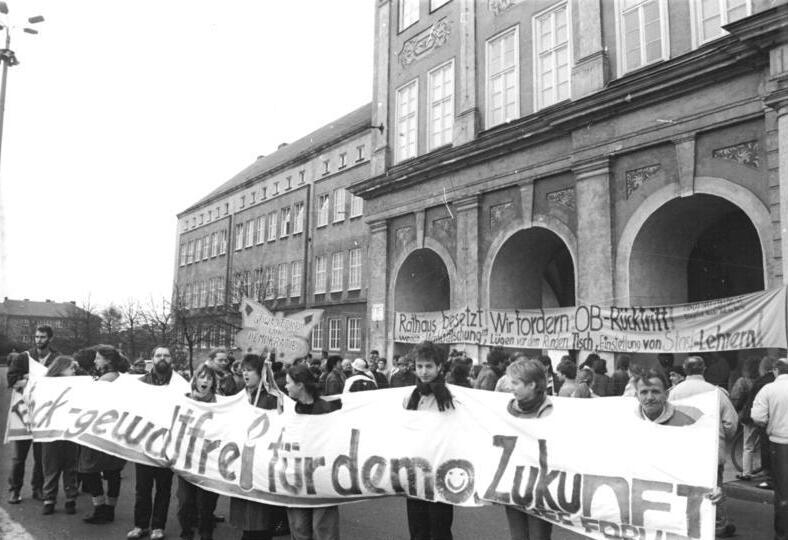
Proteste gegen Henning Schleiff 1990

Nach dem Abitur begann Henning Schleiff 1955 ein Studium an der Universität Rostock, das er 1960 mit dem Diplom als Ingenieurökonom abschloss. Während des Studiums wurde er Sekretär der FDJ-Hochschulgruppe und 1959 Mitglied der SED, der er bis 1989/90 angehörte. Von 1963 bis 1969 war er Erster Sekretär der FDJ-Kreisleitung von Rostock-Stadt und gleichzeitig bis 1971 Mitglied des Zentralrates der FDJ.
1970 wurde er Aspirant am Institut für Gesellschaftswissenschaften beim ZK der SED (IfG), wo er 1974 promovierte.
Er gehörte von 1974 bis 1989 dem Sekretariat der SED-Kreisleitung Rostock an. 1976 wurde er Kandidat, von 1981 bis 1989 war er Mitglied der SED-Bezirksleitung Rostock.
Von 1965 bis 1970 und wieder ab 1974 war er Abgeordneter der Rostocker Stadtverordnetenversammlung. Schleiff wurde 1975 zum Oberbürgermeister der Hansestadt Rostock ernannt, nachdem er bereits seit 1974 als Erster Stellvertreter von Heinz Kochs tätig war. Er war Vorsitzender der Vereinigung der Mitgliedsstädte der DDR in der Weltföderation der Partnerstädte. 1978 wurde er mit dem Vaterländischen Verdienstorden der DDR ausgezeichnet.
Nach Protesten der Rostocker Bürger trat er am 26. März 1990 von seinem Amt als Oberbürgermeister zurück. Anschließend war er bei der Reederei Deilmann in Neustadt in Holstein als Personalchef tätig und wurde später Geschäftsführer des Vereins Societät Rostock maritim.

## Publikationen
- Wissenschaftlich-technischer Fortschritt-sozialistische Arbeit-Persönlichkeit (mit Werner Fitze und Norbert Pauligk), Dietz-Verlag, Berlin 1976.
- 40 aus 800. Rostock in der DDR, Redieck & Schade, Rostock 2017, ISBN 978-3-942673-84-6.